# Pierna
En anatomía humana, la pierna, en latín crura, es el tercer segmento del miembro inferior o pelviano, comprendida entre la rodilla y el tobillo. La pierna se articula con el muslo mediante la rodilla, y con el pie mediante el tobillo.
En el lenguaje común, no científico, el vocablo «pierna» denota la totalidad del miembro inferior del cuerpo humano.

## Huesos de la pierna
La pierna según su concepto anatómico posee estos cuatro huesos:
- Tibia
- Peroné
- Rótula
- Fémur

## Músculos de la pierna
Se incluyen los músculos de la pierna según el concepto anatómico; es decir, el espacio comprendido entre la rodilla y el tobillo.
- Grupo muscular anterior
  - Músculo tibial anterior
  - Músculo extensor largo del dedo gordo
  - Músculo extensor largo de los dedos
  - Músculo peroneo anterior o tercer peroneo
- Grupo muscular externo
  - Músculo peroneo lateral largo
  - Músculo peroneo lateral corto
- Grupo muscular posterior
  - Poplíteo
  - Músculo flexor largo de los dedos del pie
  - Músculo tibial posterior
  - Tríceps sural
    - gemelo interno
    - gemelo externo
    - Sóleo

  - Plantar delgado
  - Flexor largo del dedo gordo

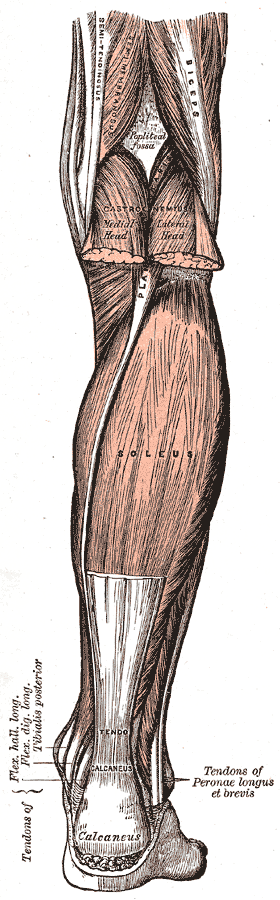
Músculos flexores superficiales
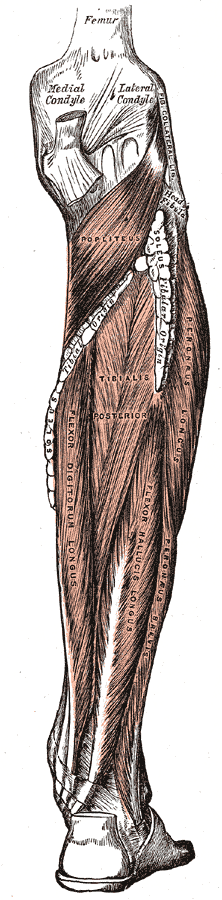
Músculos flexores profundos
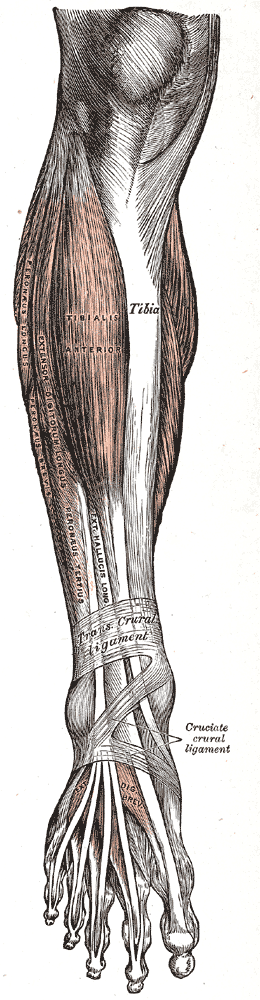
Músculos extensores

## Aparato circulatorio
Las venas y arterias que circulan por la pierna son:

### Arterias
- Arteria poplítea
- Arteria tibial anterior
- Tronco tibioperoneo
  - Arteria peronea
  - Arteria tibial posterior

### Venas
- Vena safena interna o magna
- Vena safena externa o menor

## Nervios de la pierna
Los nervios de la pierna, en su concepto anatómico, son:
- Nervio ciático poplíteo interno
- Nervio ciático poplíteo externo
- Nervio safeno